# Duché de Brunswick
1815–1918
Entités précédentes :
- Principauté de Brunswick-Wolfenbüttel (jusqu'en 1807)
- Royaume de Westphalie

Entités suivantes :
- État libre de Brunswick

Le duché de Brunswick fut un État allemand fondé en 1815 au congrès de Vienne. Il succède à l'ancien duché de Brunswick-Lunebourg fondé en 1235 et à la principauté de Brunswick-Wolfenbüttel qui avait été annexée en 1807 par le royaume de Westphalie. Après la révolution allemande de 1918-1919, il deviendra l'État libre de Brunswick.

## Histoire

### Création du territoire
Henri le Lion, de la maison des Welf, établit Brunswick comme centre de son pouvoir dès 1142, lorsqu'il reçut la ville et le duché de Saxe en fief. Au fil des années, il étendit considérablement son domaine à travers une expansion intensive vers l'Est. Brunswick fut choisie comme capitale de ce territoire en expansion, transformée en sa résidence principale. En 1154, Henri le Lion fut également nommé duc de Bavière, accroissant ainsi son influence parmi les princes du Saint-Empire romain germanique. Cependant, ses tensions croissantes avec l'empereur Frédéric Barberousse menèrent à son excommunication en 1180 et à une expédition impériale qui réduisit ses possessions à Brunswick, Lunebourg et quelques modestes biens hérités.
C'est en 1235 que petit-fils de Henri le Lion, le prince Othon l'Enfant peut rétablir le duché de Brunswick-Lunebourg, recevant de larges régions impériales en Saxe des mains de l'empereur Frédéric II. Divisé plusieurs fois dès 1269, l'État fut ensuite gouverné par les ducs de Brunswick-Lunebourg issus des branches distinctes de la maison de Brunswick (les Welf), dont les princes de Brunswick-Wolfenbüttel dominant la partie sud autour de Brunswick et Wolfenbüttel. Ainsi au sud, la principauté de Brunswick fut créée et au nord, la principauté de Lunebourg fut établie, avec des possessions dans la région de Lunebourg. Malgré cela, les deux entités continuèrent de former le duché de Brunswick-Lunebourg, maintenu comme une entité juridique intacte sous le droit impérial. Leurs cousins, les princes de Calenberg ont obtenu le statut de prince-électeur en 1692 ; leur principauté est devenue l'électorat de Brunswick-Lunebourg, appelé plus tard l'électorat de Hanovre.

### Démantèlement
Toutes les possessions des Welf furent perdues pendant la guerre de la Quatrième Coalition contre la France napoléonienne ; par les traités de Tilsit conclus en juillet 1807, ils ont été annexées par le royaume de Westphalie. Au congrès de Vienne en 1815, l'expansion française a été annulée. La Confédération germanique est fondée pour succéder au Saint-Empire et le nouveau duché de Brunswick ainsi que le royaume de Hanovre sont devenus États membres.

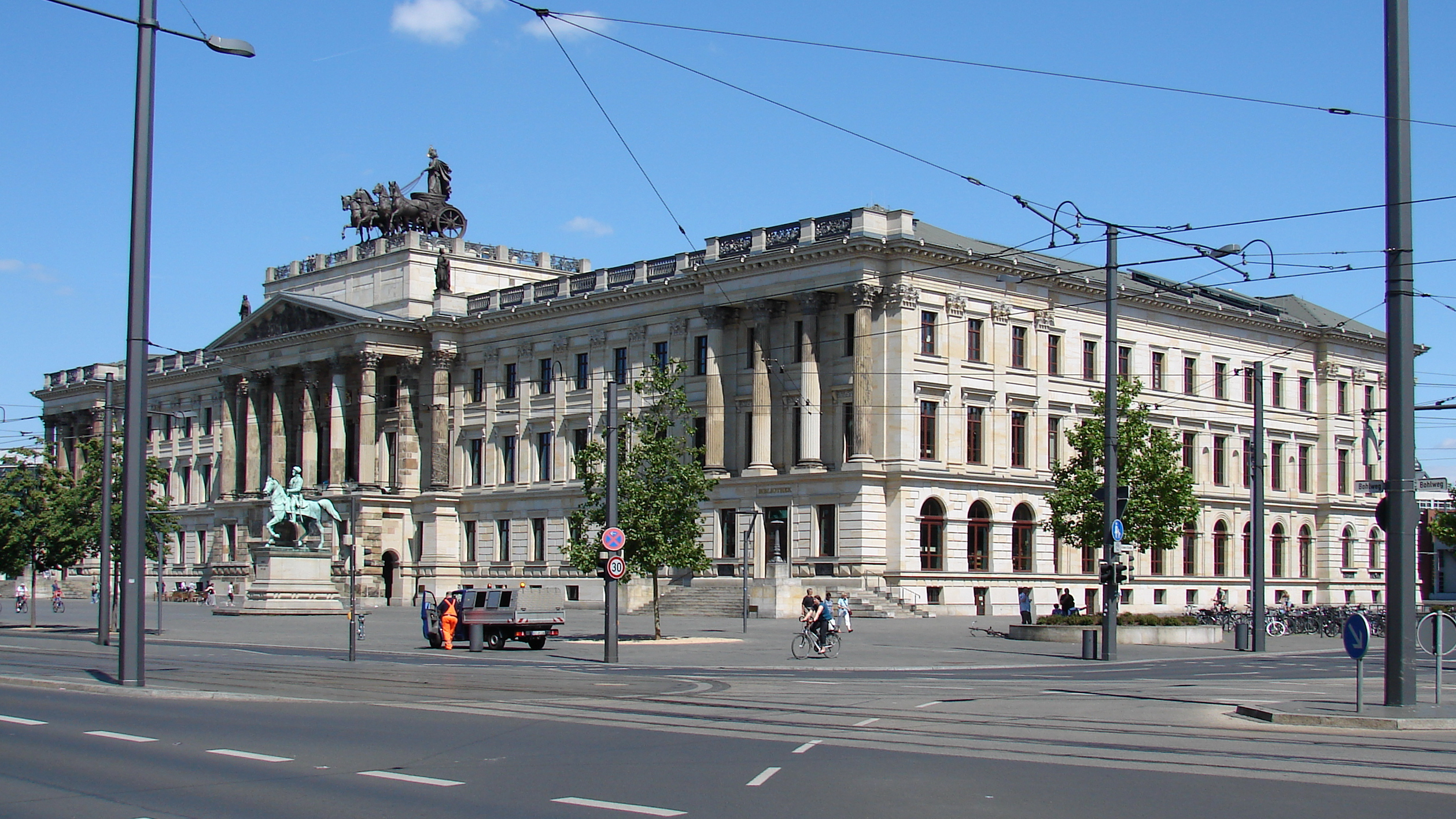
Le château résidentiel de Brunswick.

### Développement

#### Règne des Welf
Déjà en 1813, le prince Frédéric-Guillaume de Brunswick-Wolfenbüttel (« le Duc noir ») était restitué. Pendant le congrès de Vienne, ses émissaires avaient, en vain, tenté d'obtenir les domaines de l'ancien évêché de Hildesheim, un territoire que les ducs de Wolfenbüttel avaient déjà gouverné aux XVIe et XVIIe siècles. Cette tentative visait à mettre fin à la fragmentation territoriale de l'État, mais elle se heurta aux objections de la Prusse et surtout du Hanovre. Finalement, tout le territoire de Hildesheim revint au royaume de Hanovre.
À la suite de la mort de Frédéric-Guillaume à la bataille des Quatre-Bras le 16 juin 1815, son fils aîné Charles II, à l'âge de onze ans, fut le premier duc régnant de Brunswick. Jusqu'à sa majorité en 1823, son oncle le roi George IV de Hanovre, exercera la régence.
Charles II s'est révélé un monarque infortuné. Déjà impopulaire en raison de son style de gouvernement maladroit et de son absolutisme, fut confronté à un soulèvement populaire, influencé par la révolution de 1830 en France. Le palais ducal fut assiégé et incendié en 1830 par des artisans, des ouvriers et des bourgeois, forçant Charles II à fuir en Suisse, emportant avec lui des œuvres d'art de grande valeur. À Brunswick, l'ordre ne fut maintenu que grâce à la milice citoyenne dirigée par le conseiller Wilhelm Bode. En l'absence de Charles II, la maison des Welf et la Confédération germanique le déclarèrent inapte à gouverner.
La régence fut alors confiée à son jeune frère Guillaume, dernier représentant de la lignée aînée des Brunswick-Lunebourg. Le 12 octobre 1832, le Neue Landschaftsordnung fut promulgué, instaurant une constitution monarchique héréditaire représentative avec une chambre et un budget fixe pour le prince régnant, établi à 230 900 thalers. Sous ce souverain célibataire, le Brunswick adopte une position de neutralité en tant que petit État, ni allié de l'Autriche ni de la Prusse. En 1834, le Brunswick forme une union douanière le Hanovre en rejoignant le Steuerverein avec le royaume, afin de contrecarrer l'influence prédominante de la Prusse mais en 1841, le duché adhère au Zollverein. Contrairement au royaume de Hanovre, le Brunswick se rallie à l'alliance prussienne lors de la guerre austro-prussienne de 1866, préservant ainsi sa souveraineté formelle mais devant toutefois rejoindre la Confédération de l'Allemagne du Nord. Avec la création de l'Empire allemand en 1871, le duché devient un État fédéré de l'Empire allemand.

### La régence

#### La question de succession du Brunswick
Lorsque le duc Charles II de Brunswick prit la fuite après la révolte de 1830, le Bundestag, l'organe suprême de la Confédération germanique, émit une réserve stipulant que les droits éventuels d'une descendance du duc demeuraient intacts. Ainsi, Charles conservait la possibilité d'avoir un fils légitime et de rang égal qui aurait pu prétendre au trône. Cependant, cela ne correspondait ni aux intérêts de Guillaume ni à la politique brunswickoise, ni même à ceux de la lignée des Welfs de Hanovre. Malgré tout, ni Charles (décédé en 1873) ni Guillaume ne se marièrent, augmentant ainsi au fil des décennies le risque d'une extinction de la lignée masculine des Wolfenbüttel sans successeur au trône.
Le paragraphe 14 du Neue Landschaftsordnung pour le duché de Brunswick, promulgué le 12 octobre 1832 et constituant la loi fondamentale du pays, établissait les règles de succession pour le souverain :

« Le gouvernement est hérité dans la maison princière commune de Brunswick-Lunebourg selon la succession linéale et le droit de primogéniture, prioritairement dans la lignée masculine issue d'un mariage légitime, de rang égal et conforme aux lois de la maison. En l'absence d'une lignée masculine dans la maison princière commune, le gouvernement revient à la ligne féminine, selon les mêmes principes. »

À la mort du duc Guillaume, selon les dispositions en vigueur, la succession aurait échu au roi de Hanovre, à moins que Charles n'eût eu un fils de rang égal. Dès le début des années 1860, plusieurs publications, parfois anonymes, abordaient la question de la succession du duc Guillaume. En 1862, le juriste de Göttingen Heinrich Albert Zachariä (de) critiqua ces spéculations en affirmant qu'elles soulevaient des questions sans fondement. Jusqu'à cette époque, selon Zachariä, personne n'avait remis en cause le « droit de succession de la couronne de Hanovre ». Cependant, ces écrits remettaient précisément en cause ce droit, envisageant une éventuelle accession à la royauté du Brunswick ou une annexion par la Prusse en cas de vacance.
Les cours de Hanovre et de Brunswick, préoccupées par ces nombreuses publications, convinrent en 1862 d'entamer des négociations pour un traité de succession. En novembre de cette année-là, le roi Georges V et le duc Guillaume conclurent un accord pour maintenir l'indépendance de Brunswick par une union personnelle. Le fils de Georges, le prince héritier Ernest-Auguste, fut désigné pour devenir régent du pays. Ils convinrent ensemble « qu'aucune autre maison princière n'avait le droit d'intervenir dans la succession de Hanovre à Brunswick ». Pendant ce temps, l'ancien duc Charles, déchu et exilé, tenta de vendre ses prétendus droits au trône ducal au roi de Prusse, en échange d'une compensation financière substantielle.
Pendant la guerre austro-prussienne, le royaume de Hanovre avait pris le parti de l'Autriche. Par conséquent, après sa défaite militaire, le Hanovre fut annexé par la Prusse en 1866, réduisant ainsi considérablement les chances des Welfs de Hanovre de récupérer le trône de Brunswick. La Prusse s'opposait fermement à toute tentative des Hanovre de réclamer le trône de Brunswick. Les Hanovre, quant à eux, non seulement ne reconnaissaient pas l'annexion par la Prusse, mais projetaient même une reconquête militaire de leur ancien territoire avec la Légion Welf. Cela leur valut d'être qualifiés d'« ennemis du Reich » par Otto von Bismarck, Premier ministre prussien et chancelier de la Confédération de l'Allemagne du Nord. Pour apaiser les inquiétudes de l'opinion publique brunswickoise, la Prusse garantit en 1867 la pérennité du duché de Brunswick et rappela que tous les États de la confédération de l'Allemagne du Nord s'étaient mutuellement assuré leur souveraineté.
Après la création de l'Empire allemand, la position de la Prusse parmi les États allemands, particulièrement sous Bismarck, se renforça davantage. Cependant, Georges V de Hanovre maintint ses revendications sur Hanovre ; après sa mort en 1878, son fils Ernest-Auguste, duc de Cumberland, fit de même en revendiquant également le titre de duc de Brunswick.

#### Le processus législatif
Pour clarifier la situation juridique, les membres du parlement du Brunswick se réunirent en 1873 pour négocier un projet de loi sur la régence. Ce projet prévoyait que le grand-duc Pierre d'Oldenbourg assume la régence, avec l'accord et la garantie de l'empereur allemand, sous réserve de l'incapacité prévisible de l'héritier légitime du trône. Le grand-duc posait comme conditions préalables :
1. L'accord de l'Empereur.
2. L'accord de Georges V.
3. L'accord du Landtag d'Oldenbourg.

Bismarck, soucieux de ne pas reconnaître indirectement les prétentions des Hanovre, refusa de consentir à ces conditions, ce qui empêcha la concrétisation du projet de loi. En conséquence, le Landtag de Brunswick décida en 1874 de « suspendre provisoirement l'ordonnance relative à la régence ». Par la suite, cette affaire ne fut pas poursuivie, d'autres priorités étant à traiter.
Après le décès de Georges V en 1878 et la persistance de la revendication de la maison de Hanovre par son fils, les représentants de Brunswick aspirèrent à des relations clarifiées. Ce n'est que lorsque le gouvernement brunswickois parvint à convaincre la Prusse de son intention de ne pas soutenir les prétentions des Welfs de Hanovre que l'empereur et le chancelier impérial consentirent à une nouvelle loi sur la régence.
Lors des discussions entre le duc Guillaume, son ministre Schulz et l'envoyé prussien, le prince Gustave d'Isembourg et Büdingen (de), le duc évoqua déjà le prince Albert de Prusse comme futur régent, un rôle qu'il assuma effectivement par la suite. À la demande du duc Guillaume, un nouveau projet de loi sur la régence fut finalement présenté au Landtag en 1879. Le 16 février 1879, le duc promulgua, avec l'accord de l'assemblée du duché, la loi régissant l'organisation provisoire des affaires gouvernementales en cas de vacance du trône, complémentaire à la constitution du duché.

##### Loi sur la régence
La loi sur la régence, rédigée par le ministre d'État Eduard Trieps (de), spécifie les conditions pour la gouvernance intérimaire en cas de vacance du trône. Selon l'article 1, la loi s'applique lorsque « le successeur légitime au trône est empêché d'accéder immédiatement au gouvernement ». Dans ce cas, un conseil de régence est chargé de former un gouvernement provisoire pour diriger le pays (article 4), avec tous les droits et responsabilités d'une régence.
Le gouvernement provisoire prend fin lorsque le successeur au trône récupère la capacité d'exercer ses fonctions, ou lorsque, en cas de prolongement de l'empêchement, une personne habilitée à la régence prend en charge (article 5). Selon l'article 6, première phrase :

« Si l'accession au trône du successeur ou la prise en charge des affaires gouvernementales par un régent habilité n'intervient pas dans l'année suivant la vacance du trône, le Parlement élit le régent parmi les princes majeurs non régnants des maisons princières souveraines de l'Empire allemand, proposé par le conseil de régence, qui assure alors la régence jusqu'à l'accession au trône du successeur. »

##### Membres du Conseil de régence
Selon l'article 2 de la loi de régence, le Conseil de régence était constitué des membres votants du Ministère d'État ducal, du président du Landtag du Brunswick (parlement du duché) et du président de la Cour suprême (future Cour d'appel).

###### Premier Conseil de régence (1884-1885)
- Hermann von Görtz-Wrisberg (de)
- Albert von Otto (de)
- Adolf Wirk (de)
- Karl Friedrich (surnommé Fritz) von Veltheim (1824-1896)
- Albert Schmid (de)

###### Deuxième Conseil de régence (1906-1907)
- Albert von Otto (de)
- August Trieps
- Adolf Hartwieg (de)
- Wilhelm Semler (de)
- Hans Wolf (de)

#### La période de régence

##### Le premier conseil de régence
Dès le décès du duc Guillaume le 18 octobre 1884, le général-major prussien Richard von Hilgers (de), chef du commandement de la garnison de Brunswick et commandant de la 40e brigade d'infanterie, fit publier la déclaration suivante :

« Aux habitants du duché de Brunswick !
Suite au décès sans héritier de Son Altesse le duc Guillaume, l'Empire allemand est tenu, en vertu du traité fédéral de 1867 et de la constitution impériale, d'examiner qui succédera au duc défunt en tant que membre de l'Empire et souverain à Brunswick. Les gouvernements alliés devront d'abord décider au sein du Conseil fédéral de la légitimité de la représentation de Brunswick en son sein. Jusqu'à ce qu'une décision soit prise, Sa Majesté l'Empereur veillera, en conformité avec le traité fédéral et les articles 11 et 17 de la constitution impériale, à ce que le règlement légitime de la succession au trône ne soit pas anticipé et que les droits attachés à la personne du duc soient garantis. Pour cette raison, et en vertu de l'article 4, points 3 et 4 de la loi brunswickoise du 16 février 1879, Sa Majesté l'Empereur m'a confié le commandement suprême des troupes stationnées dans le duché. J'ai assumé ce commandement et j'invite les habitants du duché, au nom de Sa Majesté l'Empereur, à attendre la décision de l'Empire avec confiance, assurés que les droits et l'avenir de leur pays sont protégés par l'Empire et sa constitution. […] »

Selon Pollmann, le duché de Brunswick a été placé sous loi martiale par des « ordres secrets inconstitutionnels ». Notamment, le duc de Cumberland aurait dû être arrêté et interné à Magdebourg s'il avait tenté de faire valoir personnellement ses prétentions dans le duché.
Le même jour, le Conseil de régence annonça sa formation et sa volonté de gouverner provisoirement selon la loi, convoquant immédiatement le parlement. Simultanément, le prétendant hanovrien, Ernest-Auguste, duc de Cumberland, prit également des mesures actives. Le 18 octobre, il informa le ministère d'État de Brunswick que la succession lui revenait. Il demanda que le ministère appose le sceau de l'État sur le brevet annexé, le contresigne et le publie conformément aux traditions du duché. Le ministère rejeta cette requête ainsi que la demande que le ministre von Görtz-Wrisberg se rende auprès d'Ernest-Auguste dans son exil à Gmunden, comme l'atteste une correspondance du 22 octobre :

« Il va sans dire que cela ne préjuge en rien des potentielles prétentions de Votre Altesse Royale à la succession du trône du duché. Cependant, le Conseil de régence estime qu'il revient à Votre Altesse Royale de les faire valoir auprès de l'Empereur et de l'Empire. »

Le duc Guillaume avait stipulé dans son testament qu'Ernest-Auguste de Brunswick-Lunebourg, duc de Cumberland, devrait succéder au trône. Cependant, étant donné que la question de la succession dans le duché de Brunswick était également considérée comme relevant de la constitution impériale, le Bundesrat décida le 2 juillet 1885, à la majorité et sur proposition de la Prusse, « que le gouvernement du duc de Cumberland à Brunswick, étant donné qu'il se trouve dans une relation contraire à la paix garantie constitutionnellement entre les membres de la fédération avec le royaume de Prusse, […] n'est pas compatible avec les principes fondamentaux des traités d'alliance et de la constitution impériale […] ». Ainsi, il ne s'agissait pas de contester le droit de succession de la lignée hanovrienne en tant que tel, mais seulement d'empêcher la personne du prétendant. En raison des réalités politiques, seul un régent qui avait l'approbation de la Prusse, voire qui était choisi par elle, pouvait être élu. Compte tenu de la durée limitée d'un an pour l'activité gouvernementale du Conseil de régence, jusqu'au 17 octobre 1885, le temps pressait. Bismarck proposa d'abord le prince Henri de Prusse, puis le prince Albert de Prusse, un neveu de l'empereur. Après l'approbation de l'empereur, le comte Görtz fut informé que le prince Albert était le candidat à la régence le plus favorable à l'empereur.

##### La régence du prince Albert
Le Landtag élut Albert à l'unanimité comme régent le 21 octobre 1885. Le 2 novembre, Albert fit son entrée solennelle dans la capitale ducale.

##### Le deuxième Conseil de régence
À la suite du décès du prince Albert le 12 septembre 1906, le Conseil de régence fut constitué sous la direction du ministre Albert von Otto. Le duc de Cumberland proposa son fils cadet, Ernest-Auguste, né en 1887 et non impliqué dans le conflit avec la Prusse, comme successeur au trône. Sous l'impulsion de la Prusse, le Bundesrat décida le 28 février 1907 que tant que le conflit entre la maison de Hanovre et l'État fédéré de Prusse subsisterait, « le gouvernement d'un autre membre de la maison de Brunswick-Lunebourg serait également incompatible avec les principes fondamentaux de la constitution impériale, même si ce membre renonçait pour lui-même à l'ancien royaume de Hanovre ». Cependant, le duc de Cumberland refusa une telle renonciation. Le ministre von Otto soutenait le fils cadet du régent Albert, le prince Frédéric-Guillaume. Bien que la majorité du Landtag ne souhaitât pas un autre Hohenzollern comme régent, elle se prononça en faveur du duc Jean-Albert de Mecklembourg. Celui-ci se déclara prêt à assumer la fonction après avoir consulté le chancelier impérial Bernhard von Bülow et l'empereur Guillaume II.

##### La régence de Jean-Albert de Mecklembourg
Le 28 mai 1907, le Landtag élut le prince Jean-Albert de Mecklembourg comme régent du duché de Brunswick.

##### Règlement du conflit et fin de l'ère de la régence
À l'occasion de la mort accidentelle de Georges-Guillaume de Brunswick-Lunebourg (de), fils aîné du duc de Cumberland, des contacts plus étroits et un rapprochement eurent lieu entre les Welf et les Hohenzollern. Le 2 juin 1912, le jeune Ernest-Auguste, frère du prince décédé, rencontra à Berlin la fille de l'empereur, la princesse Victoria-Louise de Prusse. Une profonde affection naquit entre eux, et les deux familles royales reconnurent les avantages qu'un mariage entre eux apporterait. Le mariage fut célébré à Berlin dès le 24 mai 1913. Après que le duc de Cumberland eut renoncé au trône de Brunswick, le Bundesrat reconnut la capacité à gouverner du prince lors d'une séance plénière le 28 octobre 1913. Le parlement du duché accueillit favorablement le retour de la maison royale héréditaire au pouvoir, et le 1er novembre 1913, le ministère d'État du Brunswick publia l'édit officialisant l'accession au trône du duc Ernest-Auguste III. La régence prit ainsi fin.

### Fin de la monarchie
La monarchie fut abolie au Brunswick le 8 novembre 1918 avec l'abdication du duc comme les autres princes allemands, un jour avant que le chancelier impérial Max de Bade n'annonce l'abdication de l'empereur Guillaume, qui était le beau-père du duc. Le nouvel État libre de Brunswick a adopté une constitution démocratique en 1922.

## Liste des ducs de Brunswick
- 1813-1815 : Frédéric-Guillaume, prince de Brunswick-Wolfenbüttel restitué ;
- 1815-1830 : Charles II ;
- 1830-1884 : Guillaume (VIII) ;
- 1884-1885 : Hermann von Görtz-Wrisberg (de), président du conseil de régence ;
- 1885-1906 : Albert de Prusse, régent ;
- 1906-1907 : Albert von Otto (de), président du conseil de régence ;
- 1907-1913 : Jean-Albert de Mecklembourg, régent ;
- 1913-1918 : Ernest-Auguste (Ier).

Chefs de la famille depuis la chute de la monarchie :
- 1918-1953 : Ernest-Auguste (Ier) ;
- 1953-1987 : Ernest-Auguste (II) ;
- depuis 1987 : Ernest-Auguste (III).

## Géographie

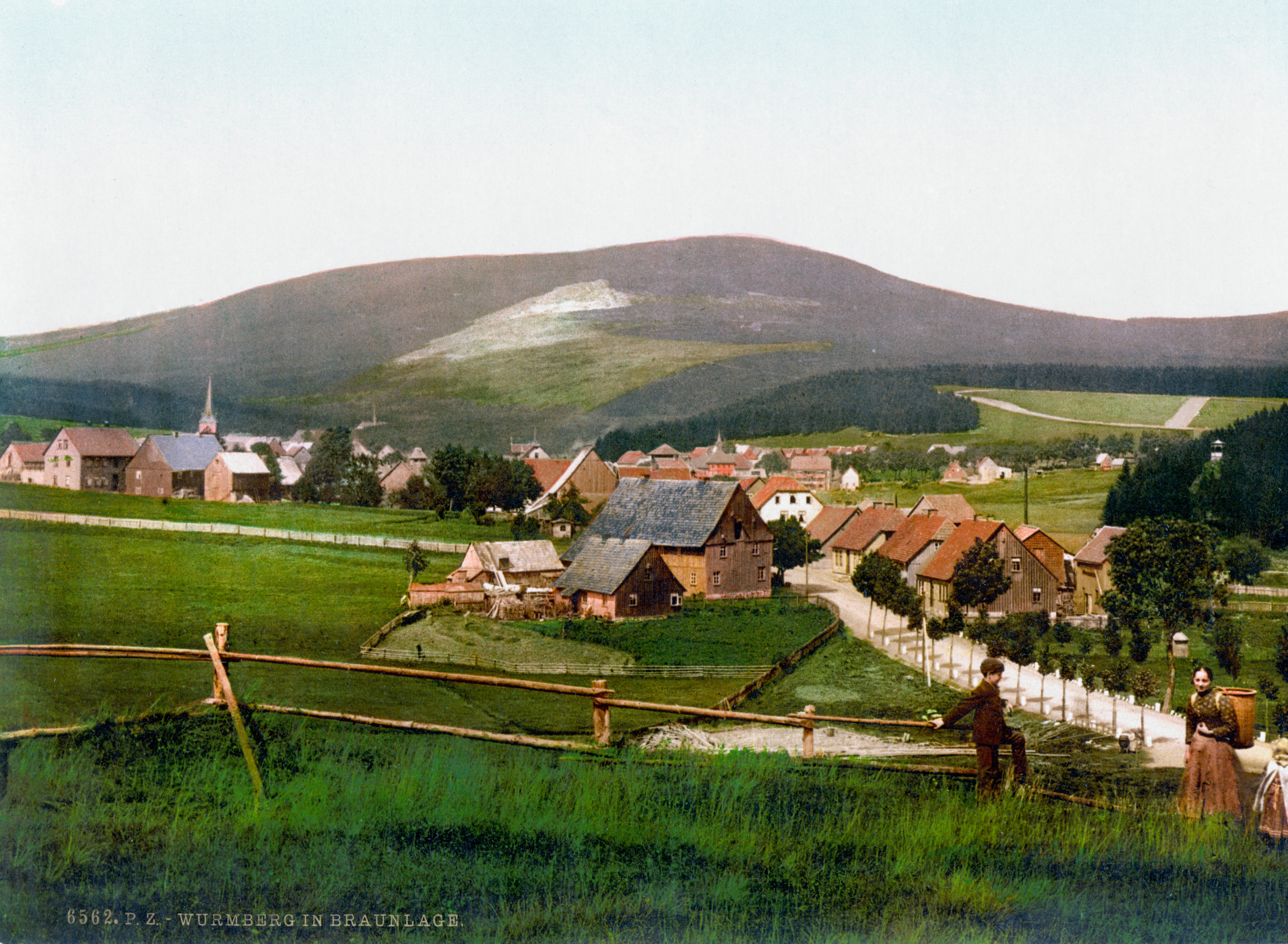
Le Wurmberg, le plus haut sommet du Brunswick, vu depuis Braunlage au début du XXe siècle.

Le duché de Brunswick se caractérisait par sa configuration non contiguë, composée de trois grandes et sept petites parties. La plus vaste et densément peuplée s'étendait autour des villes de Brunswick, Wolfenbüttel et Helmstedt, incluant l'Elm (de), de la rivière Aller au nord jusqu'aux montagnes du Harz au sud. À l'ouest, la zone autour de la ville de Holzminden s'étirait de la rivière Weser à l'est jusqu'aux contreforts du Harz à l'ouest. Au sud, la région comprenant la ville de Blankenburg était située au cœur des montagnes du Harz. Les enclaves plus petites du duché comprenaient Thedinghausen près de Brême, Harzburg (de), Calvörde, Bodenburg et Östrum, Ostharingen bei Goslar, Ölsburg bei Peine, ainsi qu'une petite forêt près du Fallstein (de). Le duché de Brunswick était presque entièrement encerclé par les provinces prussiennes de Hanovre et de Saxe, avec une frontière sud-est partagée avec le duché d'Anhalt, et à l'ouest, des limites avec la principauté de Waldeck-Pyrmont et la province prussienne de Westphalie.
La partie occidentale du duché s'étendait dans les hautes terres de la Weser, tandis que les régions centrale et méridionale occupaient le piémont nord du Harz ainsi que les montagnes du Harz elles-mêmes. La partie septentrionale du duché était située à la jonction entre la plaine d'Allemagne du Nord et les hautes terres centrales allemandes. Le point culminant du duché était le Wurmberg, atteignant 971 mètres d'altitude. Les principaux cours d'eau traversant Brunswick étaient la Weser, l'Aller, la Leine, l'Oker, la Bode et l'Innerste.

## Structure administrative

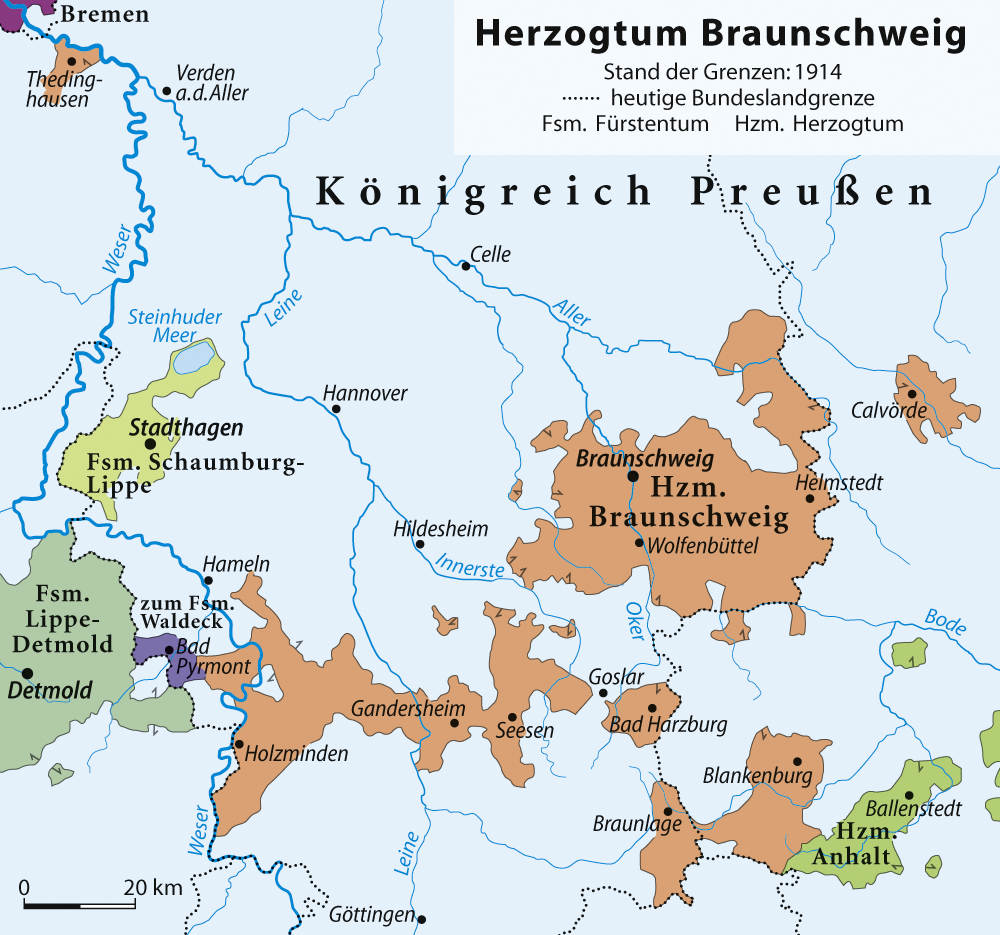
Carte du duché de Brunswick en 1914 (en orange).

Le duché de Brunswick fut confirmé par la décision du congrès de Vienne dans ses anciennes frontières, englobant la principauté de Brunswick-Wolfenbüttel et la principauté de Blankenburg (de).
Il se composait de plusieurs parties non contiguës : la région entre l'Aller et le Harz avec Brunswick, la zone entre le Harz et la Weser comprenant Holzminden, Blankenburg dans le Harz et ses environs, le bailliage de Calvörde (entouré par la province de Saxe), le bailliage de Thedinghausen situé entre Brême et Verden, le bourg de Bodenburg avec le village d'Oestrum (bailliage de Gandersheim), le village d'Ostharingen au nord de Goslar (bailliage de Lutter am Barenberge), et le village d'Ölsburg au sud de Peine, faisant partie du bailliage de Vechelde (de).
Une division provisoire en deux tribunaux urbains (Brunswick et Wolfenbüttel) et 19 tribunaux de district fut ordonnée le 1er mars 1814, sous la juridiction de 6 capitaineries supérieures (Wolfenbüttel, Schöningen, Harz, Leine, Weser et Blankenburg). Une réforme judiciaire et administrative, initiée en 1823, ne fut mise en vigueur qu'au 1er octobre 1825. Le duché fut alors divisé en 6 districts plus uniformes qu'auparavant, chacun avec un tribunal de district. Les anciens tribunaux urbains et de district furent regroupés en 4 tribunaux urbains (dont 3 pour Brunswick et 1 pour Wolfenbüttel), ainsi qu'en 22 offices de district et 1 tribunal de district à Thedinghausen. En 1827, l'office de district de Calvörde fut ajouté, séparé de celui de Vorsfelde.
En 1832, une nouvelle réorganisation de la division administrative fut entreprise : les districts furent transformés en arrondissements et les anciens offices de district devinrent des circonscriptions administratives. À partir du 1er janvier 1833, le duché de Brunswick fut subdivisé en six arrondissements :
- Arrondissement de Brunswick (de) : comprenant la ville de Brunswick, les bailliages de Riddagshausen (de), Vechelde, et à partir de 1850 Thedinghausen ;
- Arrondissement de Wolfenbüttel : incluant la ville de Wolfenbüttel, les bailliages de Salder, Schöppenstedt et Harzburg ;
- Arrondissement d'Helmstedt : regroupant les bailliages de Helmstedt, Schöningen, Königslutter, Vorsfelde et Calvörde ;
- Arrondissement de Gandersheim (de) : couvrant les bailliages de Seesen, Gandersheim, Lutter am Barenberge et Greene ;
- Arrondissement d'Holzminden : comprenant les bailliages de Holzminden, Stadtoldendorf, Ottenstein et Eschershausen ;
- Arrondissement de Blankenburg (de) : englobant les bailliages de Blankenburg, Hasselfelde et Walkenried.

Les six directeurs d'arrondissement formaient collectivement la Landesdirektion (direction administrative du duché), où les présidents des magistrats de Brunswick et de Wolfenbüttel participaient aux délibérations, ces deux villes jouant un rôle particulier. La Landesdirektion de Brunswick avait pour mission la gestion des « affaires de secrétariat, d'enregistrement et de chancellerie de l'administration du duché », ainsi que la conservation des archives d’État, y compris la collecte des actes des autorités précédentes dont l'attribution était incertaine.
Avec l'adoption de la loi sur l'organisation judiciaire du 21 août 1849, mise en œuvre le 1er juillet 1850, l'administration et la justice furent distinctement séparées dans le duché. Cette réforme entraîna une diminution de l'importance des bailliages.

## Démographie
En 1910, le duché de Brunswick comptait une population totale de 494 339 habitants.
D'après le recensement de 1885, la répartition des habitants était la suivante : 84,90 % (316 208 personnes) possédaient la citoyenneté de Brunswick, tandis que 54 738 personnes (14,70 %) étaient des citoyens d'autres États allemands. En outre, 1 506 individus (0,40 %) étaient des ressortissants étrangers, parmi lesquels 785 provenaient de l'Autriche-Hongrie, 133 du Royaume-Uni, 112 des États-Unis, 91 d'Italie, 83 de l'Empire russe et 81 de Suisse.

### Religion
En 1905, la composition religieuse du duché de Brunswick était la suivante :
- 92,5 % de la population, soit 450 760 personnes, étaient membres de l'Église évangélique luthérienne de Brunswick.
- Les catholiques représentaient 5,5 % de la population, soit 26 504 personnes.
- 0,97 % de la population, soit 4 720 personnes, adhéraient aux églises réformées.
- La communauté juive comptait 1 815 membres, soit environ 0,39 % de la population.

### Les plus grandes municipalités par population
| Villes              | Population (1er décembre 1910) |
| ------------------- | ------------------------------ |
| Brunswick           | 143 552                        |
| Wolfenbüttel        | 18 934                         |
| Helmstedt           | 16 421                         |
| Blankenburg am Harz | 11 487                         |
| Holzminden          | 10 249                         |
| Schöningen          | 9 773                          |
| Seesen              | 5 381                          |
| Harzburg            | 4 728                          |
| Oker                | 3 984                          |
| Stadtoldendorf      | 3 728                          |
| Langelsheim         | 3 611                          |
| Schöppenstedt       | 3 226                          |
| Königslutter        | 3 126                          |
| Bündheim            | 2 982                          |
| Braunlage           | 2 811                          |
| Gandersheim         | 2 711                          |

## Économie
En 1905, sur 1 000 habitants, 455 travaillaient dans le secteur industriel, minier ou de la construction, 289 dans l'agriculture et la sylviculture, 121 dans le commerce, 57,3 étaient employés dans la fonction publique et 70 exerçaient diverses autres professions.

## Transport
Les chemins de fer d'État ducaux brunswickois (de) (Herzoglich Braunschweigische Staatseisenbahn), pionnier des chemins de fer d'État en Allemagne, inaugura son premier tronçon, la ligne Brunswick-Bad Harzburg (de), reliant Brunswick et Wolfenbüttel le 1er décembre 1838. Cette ligne fut la toute première du genre en Allemagne du Nord. Dans les années 1870, le Chemin de fer d'État du duché de Brunswick fusionna avec les Chemins de fer d'État de la Prusse. En parallèle, la Compagnie des chemins de fer de l'État de Brunswick, établie en 1884, gérait plusieurs autres lignes ferroviaires d'importance secondaire dans la région.

## Sports

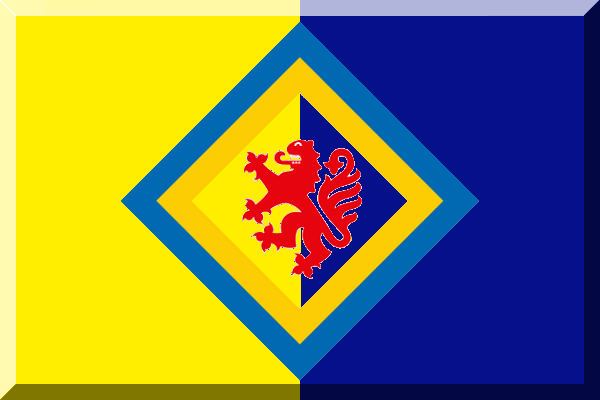
Club Eintracht Brunswick.

En 1847, le MTV Braunschweig fut fondé comme le premier club sportif de Brunswick, marquant ainsi le début d'une riche tradition sportive dans la ville.
Brunswick a également joué un rôle pionnier dans l'histoire du football en association en Allemagne : Konrad Koch (de), un professeur d'école de Brunswick, fut le premier à rédiger une version allemande des règles du football. Avec August Hermann (de), il organisa très probablement le premier match de football en Allemagne entre des élèves de son école, le lycée Saint-Martin-et-Sainte-Catherine (de), en 1874,.
L'Association de Football du Duché de Brunswick (en allemand : Fußballbund für das Herzogtum Braunschweig) fut fondée en mai 1904. Eintracht Braunschweig, fondé en 1895, devint rapidement l'un des clubs de football les plus importants du nord de l'Allemagne. À ce jour, l'équipe porte fièrement les couleurs bleu et jaune, inspirées du drapeau du Brunswick.

## Blason
Le duché de Brunswick-Lunebourg a été formé à partir des possessions de la branche aînée de la maison de Brunswick. Cette maison noble trouve ses origines dans la maison d'Este italienne. Elle a consolidé son héritage au sein de la famille Welf par le mariage stratégique d'Azzo II avec Cunégonde d'Altdorf (en) vers l'an 1000, fille de Welf II. Les possessions se sont ensuite considérablement agrandies en Basse-Saxe lorsque Henri le Noir a épousé Wulfhilde de Saxe (en) (morte en 1126), fille du dernier duc de la maison de Billung, qui avait régné sur la Saxe pendant cinq générations. En 1235, la maison de Brunswick-Lunebourg est officiellement devenue duc de Brunswick-Lunebourg. Par la suite, en 1269, elle s'est scindée en branches de Lunebourg et de Brunswick (plus tard Brunswick-Wolfenbüttel, futur duché de Brunswick). En 1432, la principauté de Calenberg, qui deviendra l'électorat de Hanovre, s'est détachée de Brunswick(-Wolfenbüttel), et en 1705 a absorbé le territoire de Lunebourg.
Les armoiries des deux branches comprenaient les deux lions de Brunswick, symbolisant le lion bleu de Lunebourg et le cheval blanc de Saxe. L'utilisation du lion comme emblème héraldique dans la maison Welf remonte au XIIe siècle avec Henri le Lion, bien que ce dernier n’utilisât alors qu'un seul lion comme symbole. L'idée selon laquelle Henri aurait reçu les deux lions d'or de Brunswick du roi d'Angleterre, son beau-père, est désormais considérée comme une invention des chroniqueurs médiévaux. Les fils d'Henri issus de son mariage avec Mathilde d'Angleterre, Otton IV, futur empereur du Saint-Empire romain germanique, et Henri V, comte palatin du Rhin, ont adapté les armes royales d'Angleterre pour refléter leur lignée royale. Otton IV a arboré les trois lions d'or d'Angleterre tandis qu'Henri V en utilisait deux, qui sont devenus le symbole distinctif de la maison Welf. Le lion bleu de Lunebourg a été adopté par Jean Ier de Lunebourg, qui a intégré les armoiries du Danemark pour souligner ses liens avec les rois danois. Les ducs de Brunswick ont ensuite ajouté le lion bleu à leurs armoiries, renforçant ainsi leur prétention sur le territoire de Lunebourg.
Le cheval blanc était initialement considéré comme l'emblème du duc saxon Widukind au VIIIe siècle, selon la légende, car il aurait monté un cheval noir avant son baptême et un cheval blanc par la suite. En réalité, l'utilisation du cheval comme symbole de la Saxe ne remonte qu'au XIVe siècle. À cette époque, les Welfs adoptèrent ce symbole "ancien" fictif pour revendiquer leur légitimité en tant que descendants des anciens ducs saxons, après que le titre ducal de Saxe fut passé à la maison d'Ascanie,.
Grâce à la popularité de la légende associée à Widukind, le cheval blanc devint un symbole très apprécié parmi la population de Brunswick, surpassant même l'importance des lions. Au fil du temps, les armoiries des petits territoires acquis par les ducs de Brunswick furent intégrées au blason. Ainsi, les armoiries du duché de Brunswick comprenaient une couronne et un écu, soutenus par deux hommes sauvages. Sur cet écu figuraient le lion bleu de Lunebourg, les deux lions d'or de Brunswick, le cheval saxon, ainsi que les armoiries de divers comtés.
Les armoiries mineures du duché de Brunswick présentaient un écu couronné avec le cheval blanc sur fond rouge. Le cheval saxon fut retiré des armoiries sous le règne de Guillaume VIII. En 1834, les grandes armoiries du duché de Brunswick furent adoptées, montrant un écu avec une couronne ducale au-dessus et entouré des insignes de l'Ordre d'Henri le Lion. Sur l'écu, de gauche à droite, figuraient le lion bleu de Lunebourg, les deux lions de Brunswick, et les armoiries des comtes d'Eberstein, Homburg, Diepholz (moitié supérieure), Lauterberg, Hoya et Bruchhausen, Diepholz (moitié inférieure), Honstein, Regenstein, Klettenberg et Blankenburg.
Sous le règne de Guillaume VIII, de nouvelles armoiries mineures furent introduites, reprenant les armes de Brunswick-Lunebourg sur un écu couronné soutenu par deux lions. Les inscriptions latines IMMOTA FIDES (« fidélité inébranlable ») et NEC ASPERA TERRENT (« ils ne craignent pas les difficultés ») figuraient également sur ces armoiries.
Le drapeau du duché de Brunswick était bleu sur jaune, présentant une similitude notable avec les couleurs nationales ukrainiennes. L'étendard des ducs de Brunswick, tel que représenté dans le Siebmachers Wappenbuch de Nuremberg en 1878, montrait le cheval blanc sur un fond rouge, bien que cette représentation soit aujourd'hui considérée comme une erreur. Le drapeau d'État introduit en 1912 arborait les couleurs bleu sur jaune, avec un écu couronné portant le cheval blanc sur fond rouge au centre.

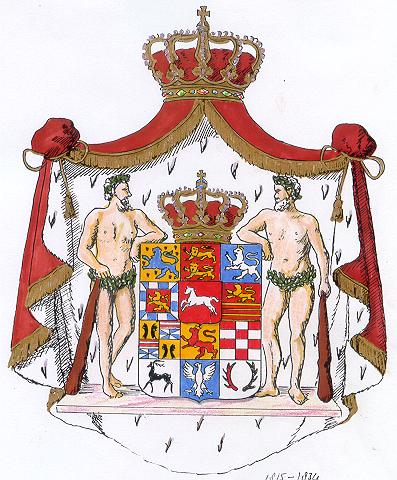
Armoiries du duché de Brunswick avant 1834
Petites armoiries du duché de Brunswick
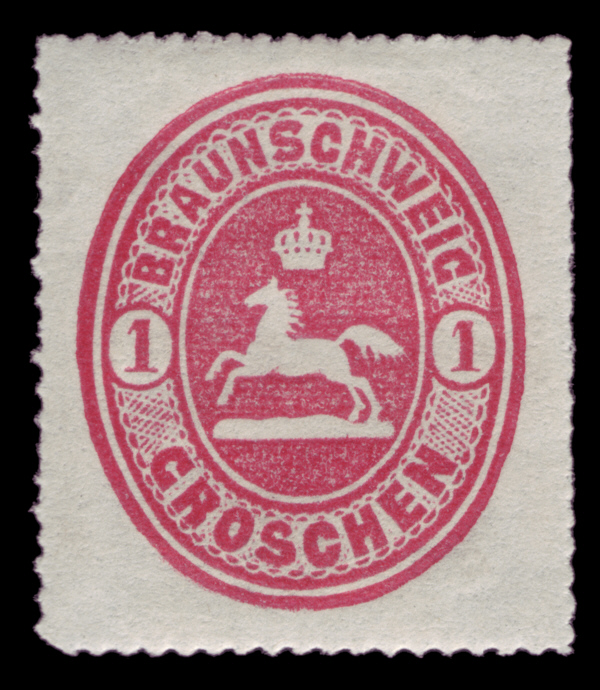
Cheval saxon sur un timbre du Brunswick des années 1860
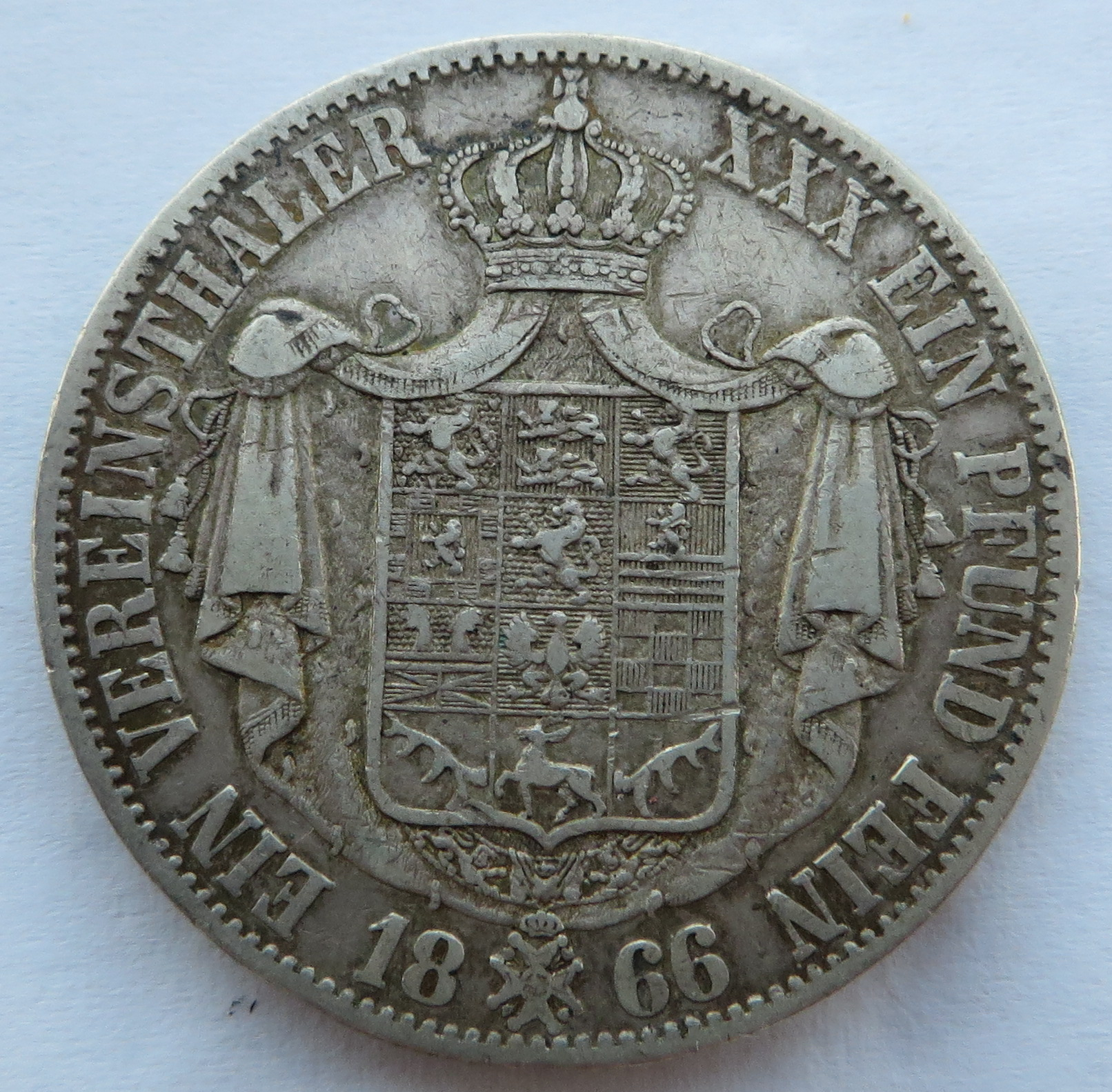
Armoiries du Brunswick sur un Vereinsthaler de 1866
Armoiries de la maison Brunswick-Lunebourg
Armoiries de la maison Brunswick-Wolfenbüttel
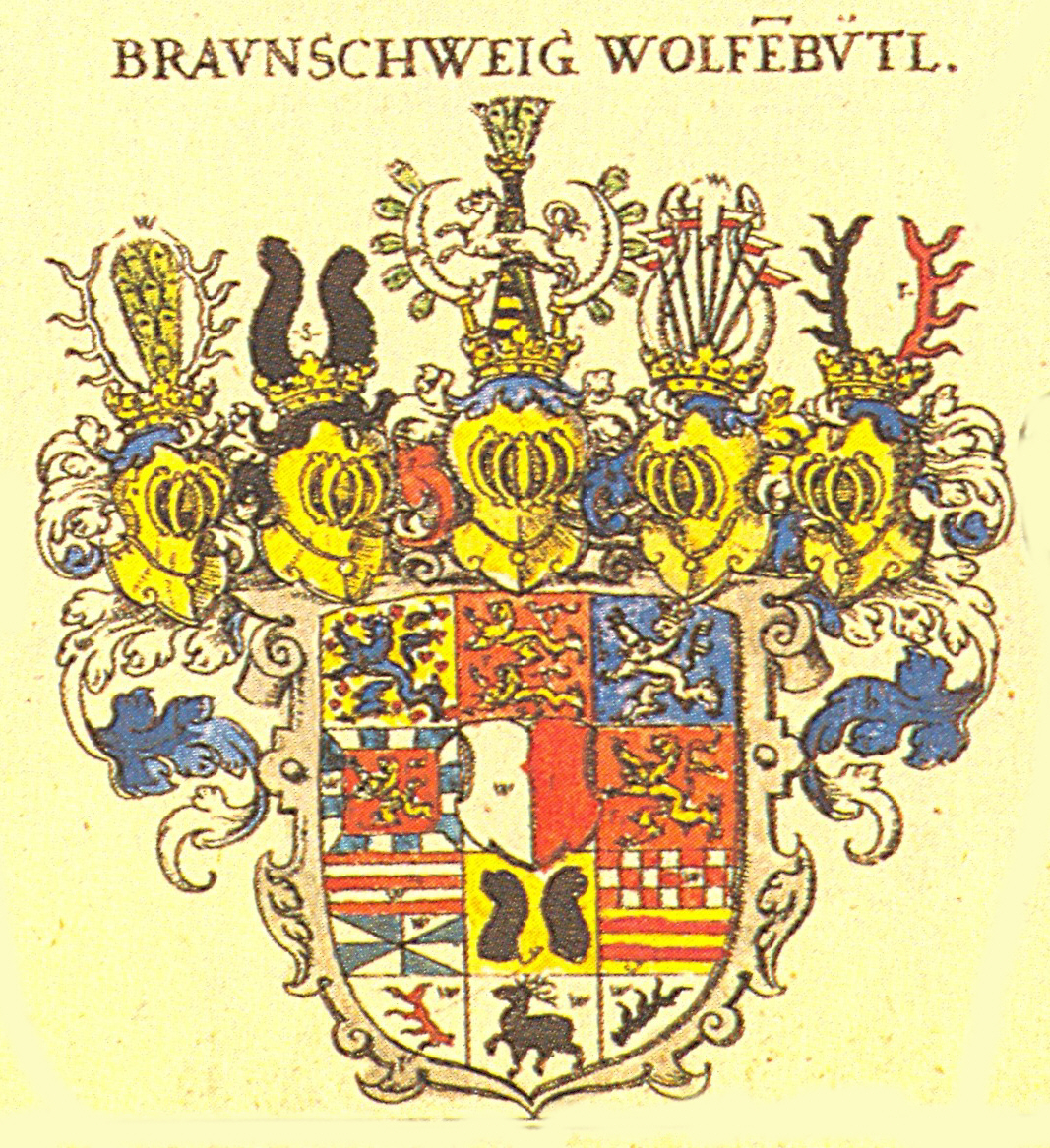
Armoiries des ducs de Brunswick-Wolfenbüttel